# Медісон (Нью-Джерсі)
Медісон (англ. Madison) — місто (англ. borough) в США, в окрузі Морріс штату Нью-Джерсі. Населення — 16 937 осіб (2020).

## Географія
Медісон розташований за координатами 40°45′29″ пн. ш. 74°25′4″ зх. д. / 40.75806° пн. ш. 74.41778° зх. д. (40.758044, -74.417807).  За даними Бюро перепису населення США в 2010 році місто мало площу 10,93 км², з яких 10,89 км² — суходіл та 0,03 км² — водойми.

### Клімат
| Клімат : Медісон         | Клімат : Медісон | Клімат : Медісон | Клімат : Медісон | Клімат : Медісон | Клімат : Медісон | Клімат : Медісон | Клімат : Медісон | Клімат : Медісон | Клімат : Медісон | Клімат : Медісон | Клімат : Медісон | Клімат : Медісон | Клімат : Медісон |
| Показник                 | Січ.             | Лют.             | Бер.             | Квіт.            | Трав.            | Черв.            | Лип.             | Серп.            | Вер.             | Жовт.            | Лист.            | Груд.            | Рік              |
| Абсолютний максимум, °C  | 22,8             | 24,4             | 31,7             | 35,6             | 36,1             | 38,9             | 39,4             | 40,0             | 37,2             | 33,9             | 28,9             | 24,4             | 40,0             |
| Середній максимум, °C    | 3,9              | 5,6              | 10,6             | 16,7             | 22,8             | 27,8             | 30,0             | 29,4             | 25,6             | 18,9             | 12,8             | 6,7              | 17,6             |
| Середній мінімум, °C     | −7,8             | −6,7             | −2,2             | 3,3              | 8,3              | 13,9             | 17,2             | 16,1             | 11,7             | 4,4              | 0,0              | −4,4             | 4,5              |
| Абсолютний мінімум, °C   | −31,7            | −32,2            | −21,1            | −11,1            | −3,9             | −0,6             | 5,0              | 1,7              | −3,3             | −10,6            | −20,6            | −26,7            | −32,2            |
| Норма опадів, мм         | 90               | 74               | 107              | 109              | 111              | 119              | 120              | 112              | 124              | 118              | 103              | 105              | 1292             |
| ------------------------ | ---------------- | ---------------- | ---------------- | ---------------- | ---------------- | ---------------- | ---------------- | ---------------- | ---------------- | ---------------- | ---------------- | ---------------- | ---------------- |
| Джерело: Weather Channel |                  |                  |                  |                  |                  |                  |                  |                  |                  |                  |                  |                  |                  |

## Демографія
Згідно з переписом 2010 року, у селищі мешкало 15 845 осіб у 5485 домогосподарствах у складі 3677 родин. Було 5775 помешкань
Расовий склад населення:
| - 86,8 % — білих - 5,5 % — азіатів - 3,0 % — чорних або афроамериканців - 0,1 % — корінних американців - 2,3 % — осіб інших рас |

До двох чи більше рас належало 2,3 %. Частка іспаномовних становила 8,9 % від усіх жителів.
За віковим діапазоном населення розподілялося таким чином: 23,7 % — особи молодші 18 років, 62,1 % — особи у віці 18—64 років, 14,2 % — особи у віці 65 років та старші. Медіана віку мешканця становила 38,0 року. На 100 осіб жіночої статі у селищі припадало 89,9 чоловіків;  на 100 жінок у віці від 18 років та старших — 85,3 чоловіків також старших 18 років.
Середній дохід на одне домашнє господарство  становив 165 047 доларів США (медіана — 110 040), а середній дохід на одну сім'ю — 198 434 долари (медіана — 141 010). Медіана доходів становила 107 333 долари для чоловіків та 77 466 доларів для жінок. За межею бідності перебувало 5,7 % осіб, у тому числі 4,5 % дітей у віці до 18 років та 6,5 % осіб у віці 65 років та старших.
Цивільне працевлаштоване населення становило 7736 осіб. Основні галузі зайнятості: освіта, охорона здоров'я та соціальна допомога — 24,2 %, науковці, спеціалісти, менеджери — 18,7 %, фінанси, страхування та нерухомість — 14,5 %.